# Ministère de la Coopération internationale
Le ministère de la Coopération Internationale est un ministère guinéen dont le ministre est Djènè Keita,.

## Titulaires depuis 2010
| Nom | Nom                      | Dates du mandat | Dates du mandat | Gouvernement(s)                                                              |
| --- | ------------------------ | --------------- | --------------- | ---------------------------------------------------------------------------- |
|     | Koutoubou Moustapha Sano | 24/12/2010      | 17/05/2018      | Gouvernement Saïd Fofana (1) Gouvernement Saïd Fofana (2) Gouvernement Youla |
|     | Malado Kaba              | 24/12/2010      | 17/05/2018      | Gouvernement Youla                                                           |
|     | Djènè Keita              | 17/05/2018      | 15 janvier 2021 | Gouvernement Kassory                                                         |